# Akodon serrensis
Akodon serrensis é uma espécie de roedor da família Cricetidae. Pode ser encontrada no Brasil e na Argentina.